# The Friend (2019)
The Friend ist ein Filmdrama von Gabriela Cowperthwaite, das im September 2019 im Rahmen des Toronto International Film Festivals seine Premiere feierte und am 22. Januar 2021 in ausgewählte US-Kinos kam.

## Handlung
Fairhope, Alabama. Nachdem Matt erfahren hat, dass seine unheilbar kranke Frau Nicole nur noch sechs Monate zu leben hat, zieht sein bester Freund Dane bei ihnen ein, um zu helfen. Sein Einfluss auf die ganze Familie ist jedoch viel größer, als sich irgendjemand hätte vorstellen können.

## Produktion
Der Film basiert auf dem Artikel The Friend: Love Is Not a Big Enough Word von Matthew Teague, der im Mai 2015 in der Zeitschrift Esquire veröffentlicht wurde. Darin erzählt Teague von seiner 34-jährigen, krebskranken Frau Nicole und wie Dane Faucheux ihnen half, ihre Moral, Ethik und auch Gesetze bei ihrer Begleitung in den Tod in Frage zu stellen.
Regie führte Gabriela Cowperthwaite während Brad Ingelsby Teagues Artikel für den Film adaptierte. Dieser hatte für das Drehbuch eng mit Ingelsby zusammengearbeitet, das seiner Ansicht nach den Kern der Geschichte erfasse und die tief empfundene Liebe, den Verlust und das rettende Geschenk einer Freundschaft zeige.

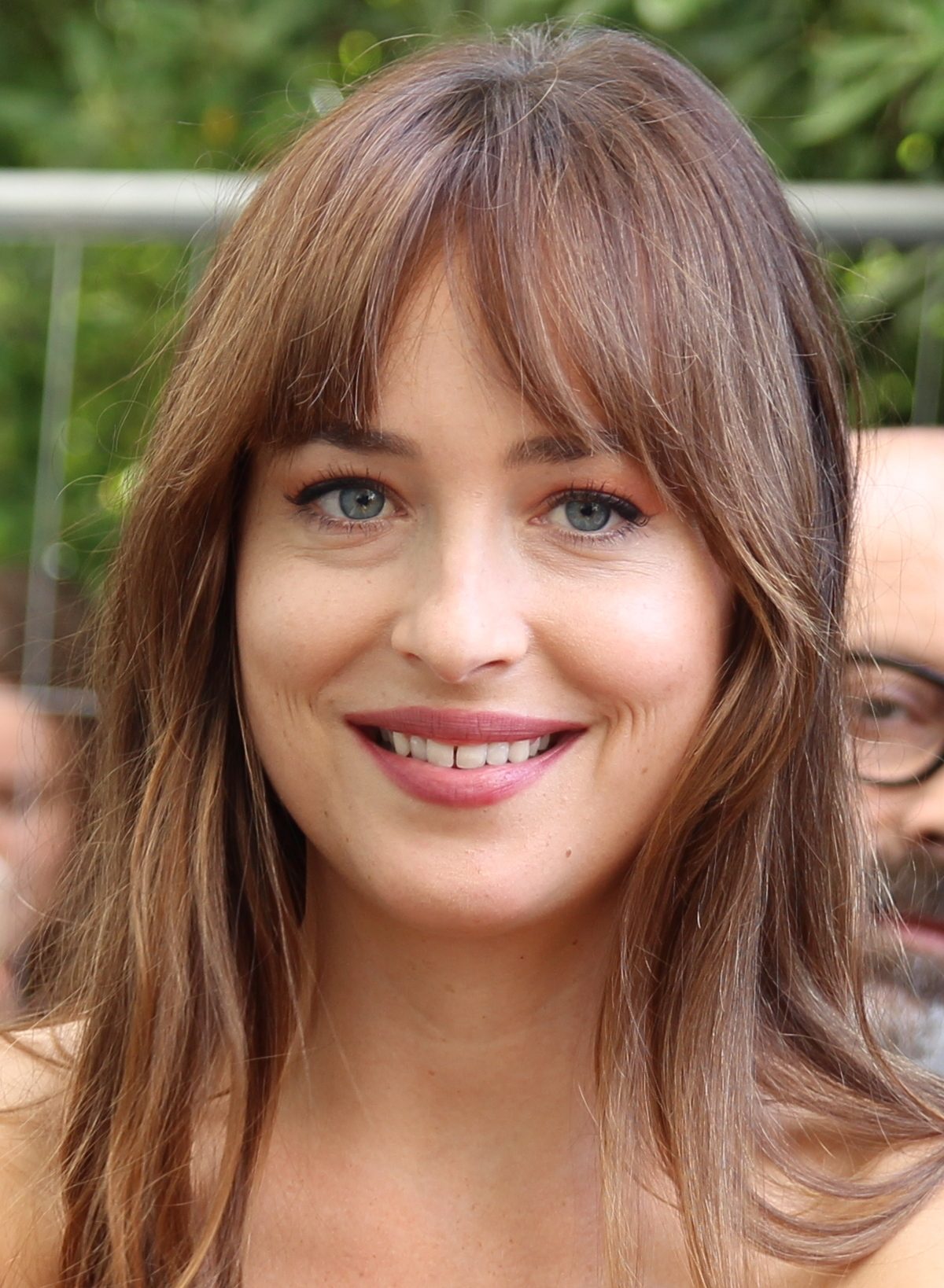
Dakota Johnson spielt Nicole Teague

Dakota Johnson übernahm die Rolle der krebskranken Nicole Teague. Casey Affleck spielt ihren Mann Matthew „Matt“ Teague. Jason Segel ist in der Titelrolle ihres Freundes Dane Faucheux zu sehen.
Die Dreharbeiten fanden im Februar und März 2019 in Fairhope in Alabama statt, dem Handlungsort des Films. Als Kameramann fungierte Joe Anderson.
Die Filmmusik komponierte Rob Simonsen. Das Soundtrack-Album mit drei Musikstücken in verschiedenen Variationen wurde zum US-Start von Lakeshore Records als Download veröffentlicht.
Der Film wurde am 6. September 2019 beim Toronto International Film Festival im Rahmen der Special Presentations uraufgeführt. Am 22. Januar 2021 wurde er unter dem Titel Our Friend in den USA veröffentlicht. Am 9. Juli 2021 wird er in das Programm von Prime Video aufgenommen.

## Rezeption
Der Film stieß auf die Zustimmung von 85 Prozent der Kritiker bei Rotten Tomatoes bei einer durchschnittlichen Bewertung von 7,3 der möglichen 10 Punkte.